# Jogos da Lusofonia

Sonderprägung einer portugiesischen 2-Euro-Münze anlässlich der Lusofonia-Spiele 2009

Die Jogos da Lusofonia (englisch Lusophony Games; deutsch Spiele der Lusophonie) sind ein Sportereignis, in dem Mannschaften aus der Gemeinschaft der Portugiesischsprachigen Länder (nicht gleichzusetzen mit Lusophonie) gegeneinander antreten. Vorbild sind die Commonwealth Games und die Spiele der Frankophonie. Daneben gibt es für Sportler im Alter unter 16 Jahren die Jogos Desportivos da Comunidade dos Países de Língua Portuguesa (CPLP Games).
Organisiert wird das Ereignis durch die Vereinigung der Portugiesischsprachigen Olympischen Komitees, der ACOLOP (Port.: Associação dos Comités Olímpicos de Língua Oficial Portuguesa). Diese wurde am 8. Juni 2004 in Lissabon gegründet. Ziel ist es, nicht nur die Länder durch den Sport zu verbinden, sondern auch das kulturelle Selbstverständnis und die politische Autonomie in Zeiten der Globalisierung zu verteidigen.

## Geschichte
Vom 7. bis 15. Oktober 2006 fanden die Spiele der Lusophonie das erste Mal in Macau statt. 733 Athleten aus elf Ländern nahmen teil. Äquatorialguinea hatte keine Athleten entsandt. Neben verschiedenen Leichtathletikdisziplinen fanden Wettkämpfe in Fußball, Futsal, Volleyball, Beachvolleyball, Taekwondo, Tischtennis und Basketball statt.
Die zweiten Spiele fanden vom 11. Juli bis 19. Juli 2009 in Lissabon statt.
Die dritte Auflage dieser Veranstaltung fand im Jahr 2014 im indischen Bundesstaat Goa statt.
Die vierte Auflage sollte 2017 in der mosambikanischen Hauptstadt Maputo stattfinden. Trotz den vielen bereits für die Afrikaspiele 2011 fertiggestellten Einrichtungen in Maputo, und trotz der nachdrücklichen Zusicherung des Präsidenten des mosambikanischen Olympischen Komitees, Marcelino Macombe, dass die Ausrichtung noch gelingen werde, musste Mosambik schließlich die Spiele absagen. Der weitgehend in Stillstand befindlichen ACOLOP gelang keine Bewältigung der Situation.
2021 wollte Angola die Spiele in seiner Hauptstadt Luanda ausrichten, musste sie aber zunächst auf unbestimmte Zeit verschieben und zog seine Zusage schließlich ganz zurück, nicht nur auf Grund der weltweiten COVID-19-Pandemie, und nicht nur auf Grund finanzieller und organisatorischer Schwierigkeiten, sondern nicht zuletzt, weil die ACOLOP unter finanzieller und organisatorischer Schwäche litt und kaum noch eine Durchsetzungskraft für die Spiele mehr spürbar war.
Im Jahr 2022 übernahm das kapverdische NOK unter seiner Präsidentin Filomena Fortes den ruhenden Vorsitz der ACOLOP und bewirkte eine Wiederbelebung. 2024 erfolgte im portugiesischen Cascais eine Generalversammlung, bei der sich die ACOLOP neue Statuten und auch gleich ein abzuarbeitendes Aufgabenheft für erneuerte Jogos da Lusofonia gab, zudem bezog es einen neuen Hauptsitz, nun in Lissabon. Im Jahr 2025 sollen sich Mitglieder für die Ausrichtung der erneuerten Jogos da Lusofonia im Jahr 2026 bewerben können. Es wurde auch eine erneuerte, sowohl verschlankte als auch publikumswirksamere Form der Spiele diskutiert. So könnten sie zukünftig auch oder sogar vornehmlich mit Strandsportarten durchgeführt werden.

## Mitglieder der ACOLOP

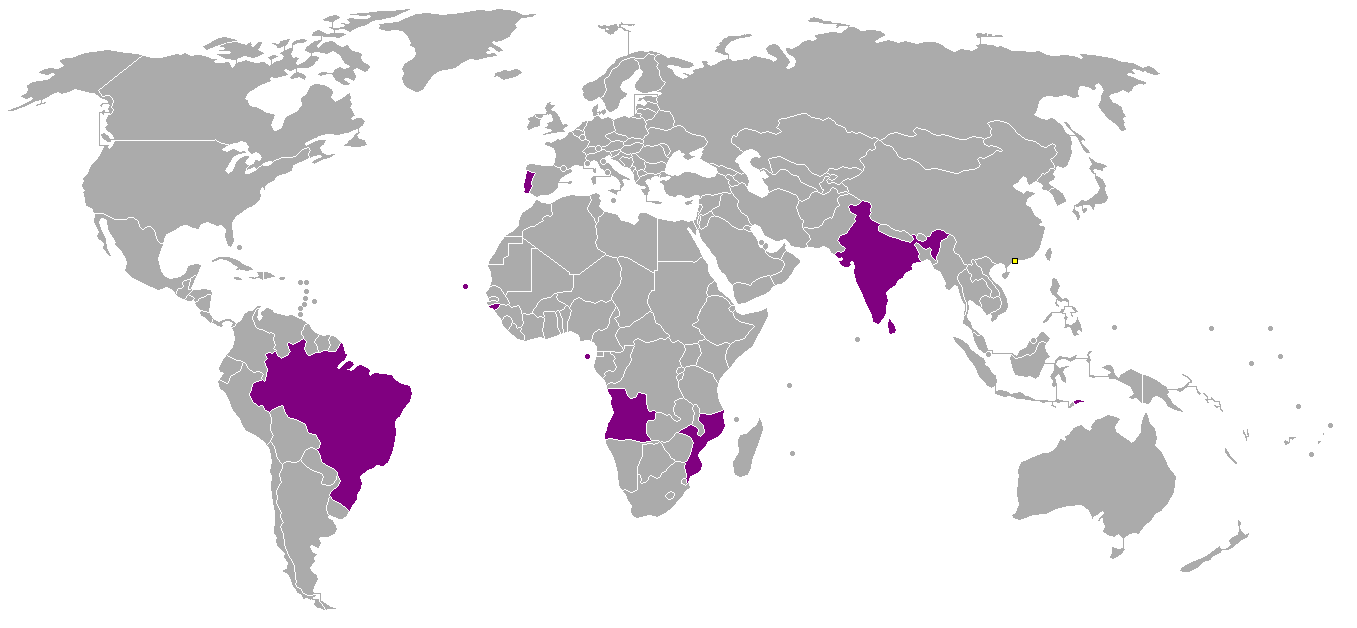
Teilnehmer bei den Jogos da Lusofonia

- Angola
- Brasilien
- Guinea-Bissau
- Kap Verde
- Macau ( Volksrepublik China)
- Mosambik
- Osttimor
- Portugal
- São Tomé und Príncipe

### Assoziierte Mitglieder
- Äquatorialguinea
- Indien
- Sri Lanka

Ghana, Galicien (Spanien) und Flores (Indonesien) sind an einer Teilnahme bei zukünftigen Spielen interessiert.

## Austragungsorte der Jogos da Lusofonia
| Jahr | Spiele | Austragungsort | Austragungsland              | Datum          |
| ---- | ------ | -------------- | ---------------------------- | -------------- |
| 2006 | I      | Macau          | Macau ( Volksrepublik China) | 7.–15. Oktober |
| 2009 | II     | Lissabon       | Portugal                     | 11.–19. Juli   |
| 2014 | III    | Goa            | Indien                       | 18.–29. Januar |
| 2017 | IV     | Maputo         | Mosambik                     | abgesagt       |
| 2021 | V      | Luanda         | Angola                       | zurückgezogen  |

## Belege
- Neue Zürcher Zeitung (Memento vom 17. Oktober 2008 im Internet Archive)